# Ariopsis guatemalensis
Ariopsis guatemalensis är en fiskart som först beskrevs av Günther, 1864.  Ariopsis guatemalensis ingår i släktet Ariopsis och familjen Ariidae. IUCN kategoriserar arten globalt som livskraftig. Inga underarter finns listade i Catalogue of Life.